# Cut the Crap
Albums de The Clash
Combat Rock
(1982)
Cut the Crap est le dernier album des Clash. Il est sorti en 1985 faisant suite à Combat Rock (1982), et aux départs conjugués de Topper Headon (renvoyé en 1982) et Mick Jones (renvoyé en 1983).

## Contexte
La réception par les critiques et le public a été négative, la presse anglaise spécialisée le considérant presque unanimement comme sans intérêt. Seul le morceau This is England (sorti en single) reçoit un accueil plus positif. L'absence de Mick Jones couplée au renvoi du batteur Topper Headon (incapable de se défaire de sa dépendance à l'héroïne) laissaient penser à une sorte d'album solo de Joe Strummer, bien que le bassiste du groupe depuis leurs débuts, Paul Simonon soit toujours (théoriquement) présent, lui et Strummer étant les deux seuls membres d'origine restants. En réalité, aucune partie de basse de l'album n'est jouée par Simonon.
L'album a apparemment été lancé pour contrer le This is Big Audio Dynamite du nouveau groupe de Mick Jones, Big Audio Dynamite.
Bien que la piètre qualité de l'enregistrement soit due à Strummer et aux nouveaux membres, l'album est marqué par une participation envahissante de Bernie Rhodes, manager historique du groupe, voulant devenir un artiste, en s'impliquant dans la création de l'album, produisant et coécrivant la plupart des chansons. Dans une interview radio[réf. nécessaire] en 1986, Joe Strummer révéla : « Bernie voulait prendre le pouvoir, produire nos chansons. Ça ne fonctionnait pas. C'était vide, l'égo de Bernie écrasait tout. Et j'ai craqué ». Rhodes, quant à lui, répondit peu de temps après dans une autre interview radio[réf. nécessaire] : « Strummer était là pour assurer l'intendance, il était provisoire ».

## Un album méprisé
Presque unanimement, les puristes de l'histoire des Clash, dont les anciens membres, ont toujours méprisé cet album. Plus tard, même Strummer le renia. D'ailleurs, dans le documentaire Westway to the World, il n'en est jamais fait mention.
This Is England est la seule chanson de Cut the Crap à figurer sur les compilations The Essential Clash et Singles Box.
En janvier 2000, cet album, comme le reste du répertoire des Clash, est ressorti en version remasterisée.

## Liste des chansons
Tous les titres sont signés Joe Strummer et Bernard Rhodes
1. Dictator – 3 min
2. Dirty Punk – 3 min 11 s
3. We Are the Clash – 3 min 2 s
4. Are You Red..Y – 3 min 1 s
5. Cool Under Heat – 3 min 21 s
6. Movers and Shakers – 3 min 1 s
7. This Is England – 3 min 49 s
8. Three Card Trick – 3 min 9 s
9. Play to Win – 3 min 6 s
10. Fingerpoppin'  – 3 min 25 s
11. North and South – 3 min 32 s
12. Life is Wild – 2 min 39 s

## Personnel
- Joe Strummer - chant, guitares
- Nick Sheppard - guitare, chant sur North and South
- Paul Simonon - ne joue pas sur l'album

## Musiciens additionnels
- Vince White - guitare additionnelle
- Norman Watt-Roy - basse
- Hermann Weindorf - claviers, synthétiseur
- Pete Howard - ne joue pas sur l'album
- Michael Fayne - drum machine, chant sur Play to win

## Production
- Bernie Rhodes - production, crédité sous le pseudonyme Jose Unidos